# Dampierre-sur-Moivre
Dampierre-sur-Moivre je francouzská obec v departementu Marne v regionu Grand Est. V roce 2014 zde žilo 1 406 obyvatel.

## Poloha obce
Sousední obce jsou: La Chaussée-sur-Marne, Francheville, Marson, Saint-Amand-sur-Fion a Saint-Jean-sur-Moivre.

## Vývoj počtu obyvatel
Počet obyvatel